# Renfe série 2000
Les voitures de la série 2000 Arco sont des voitures de chemin de fer aptes aux 200 km/h conçues pour le service Arco de la Renfe. 
Elles proviennent d'une transformation d'anciennes voitures à compartiments de la série 10000, à savoir les voitures B11x-10200 de deuxième classe. 
Elles deviennent des voitures à salle climatisée et allée centrale. Les bogies sont remplacés par de nouveaux bogies GC-3D aptes aux 200 km/h grâce à l'introduction de nouveaux amortisseurs de lacet, de nouvelles suspensions primaires et secondaires, de roulements à rouleaux coniques et de disques de freins de plus grand diamètre.
La transformation a été réalisée par la Renfe au TCR de Malaga-los Prados.
Les voitures de la série 2000 se répartissent ainsi :
- A9t-2000   50 71 12-98 001 à 010 : 10 voitures de 56 places en classe Preferente, 44 t,
- B10t-2200 50 71 20-98 201 à 221 : 21 voitures de 80 places en classe Turista, 45 t,
- Br3t-2800  50 71 85-98 801 à 810 : 10 voitures de 24 places en classe Turista + 1 pour personnes handicapées, 45 t.

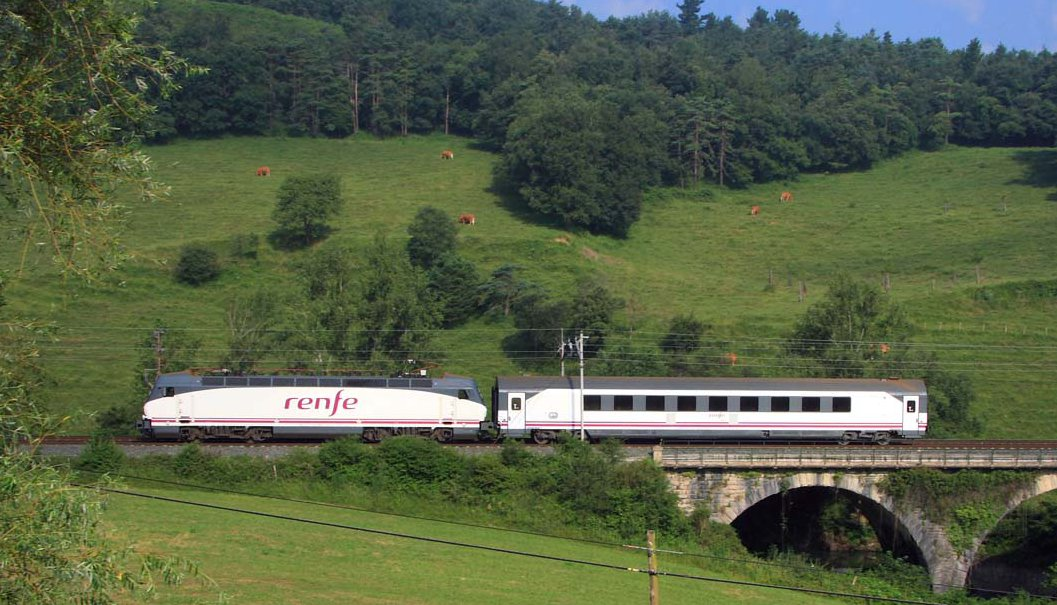
Train Arco Bilbao - Vigo à Saratxo ; une voiture de la série 2000 tractée par une locomotive 252.